# 张家川站
张家川站（原站名为恭门站），位于中华人民共和国甘肃省天水市张家川回族自治县恭门镇付川村，是天平铁路上的火车站，建于2009年，2015年12月30日开办货运业务、2017年7月1日开办客运业务，由兰州铁路局管辖。

## 歷史
- 建于2009年。
- 2015年12月30日开办货运业务。
- 2017年7月1日开办客运业务。

## 外部連結
- 中国铁路客户服务中心 （页面存档备份，存于）